# SC Hartenfels Torgau 04
Der SC Hartenfels Torgau 04 e. V. ist ein Fußballverein aus der nordsächsischen Kreisstadt Torgau im Freistaat Sachsen.

## Geschichte
Bereits vor dem Ersten Weltkrieg existierte in Torgau ein FC Hartenfels, der 1913 Meister der Gauliga Elbe-Elster wurde. Sein Lokalrivale Sportfreunde Torgau gewann diesen Titel im Jahr darauf.
Aber die Ursprünge des heutigen Vereins gehen zurück auf die 1946 gegründete Sportgemeinschaft Torgau, die sich noch im selben Jahr zuerst in SG Blau-Weiß Torgau und dann in BSG Blau-Weiß Torgau umbenannte. Am 10. Oktober 1950 erfolgte deren Fusionierung mit zwei anderen lokalen Betriebssportgemeinschaften zur BSG Chemie Torgau. Bis zur Kreisverwaltungsreform 1952 gehörte die BSG Chemie wie alle anderen Sportgemeinschaften der Kreise Torgau, Eilenburg und Delitzsch dem Spielbetrieb des Landesverbandes von Sachsen-Anhalt an und wurde erst danach dem des neu etablierten Bezirks Leipzig zugeordnet. Der Gewinn der damals drittklassigen Bezirksmeisterschaft 1955 markiert den größten Titelerfolg des Vereins, der aber aufgrund einer zur selben Zeit unternommenen Ligareform nicht mit einem Aufstieg in die zweitklassige DDR-Liga begleitet wurde. Stattdessen verblieb die BSG in der Bezirksliga, die aufgrund der Einführung der II. DDR-Liga nun viertklassig wurde. Als diese 1963 wieder abgeschafft wurde und die Bezirksliga wieder in die Drittklassigkeit aufrückte, ist die BSG eben in jenem Jahr durch ihren Abstieg in die Bezirksklasse viertklassig geblieben, was sie mit Ausnahme dreier Spielzeiten bis zur politischen Wende 1989/90 auch blieb. Die Nachwuchsförderung der „Chemiker“ hatte in jener Zeit u. a. die späteren Bundesligaprofis Olaf Marschall und Ronny Kujat hervorgebracht. Ihr Lokalrivale in der Ära des DDR-Fußballs stellte die BSG Motor Torgau dar, aus der später der SSV 1952 Torgau hervorging.
Kurz vor der Wiedervereinigung Deutschlands benannte sich die BSG Chemie am 23. Juli 1990 als nun eingetragener Verein in TSV Blau-Weiß Torgau um. Der neue Verein blieb in der Bezirksklasse des Leipziger Fußballverbandes (LFV), die nun allerdings um zwei Klassen und 1994 nach der Einführung der Regionalliga um eine weitere Klasse zurückgestuft wurde. Nachdem der TSV Blau-Weiß im Jahr 2001 Insolvenz anmelden musste, trennten sich seine Fußballer von ihm und gründeten den 1. FC Blau-Weiß Torgau, der am 30. Januar 2004 mit der Fußballsektion des SSV 1952 zum heute bestehenden SC Hartenfels Torgau fusionierte. Beide Vereine haben zu diesem Zeitpunkt der siebtklassigen Bezirksklasse angehört, in der sie zur Spielzeit 2004/05 noch mit je einer eigenen Mannschaft aufliefen. Der durch die danach vollendete Fusion frei gewordene Startplatz des SSV 1952 zur Spielzeit 2005/06 wurde an den 1. FC Lokomotive Leipzig abgetreten.
Obwohl der SCH im Jahr 2008 als Staffelmeister der Bezirksklasse in die Leipziger Bezirksliga aufsteigen konnte, blieb er doch siebtklassig, da noch im selben Jahr die 3. Liga etabliert wurde. Ab 2011 gehörte der Verein der siebtklassigen Landesklasse-Nord im neustrukturierten Ligasystem des sächsischen Fußballverbandes an, aus der er 2017 in die Liga des Landkreises Nordsachsen abstieg. Von 2012 bis Januar 2013 betreute Tomislav Piplica die erste Mannschaft als Trainer. Mit dem Gewinn des nordsächsischen Kreispokals am 29. Mai 2019 qualifizierte sich der SCH für den Wettbewerb um den sächsischen Landespokal 2019/20. Als Tabellenerster der wegen der COVID-19-Pandemie am 13. März 2020 nach dem dreizehnten Spieltag abgebrochenen Kreisligasaison 2019/20 wurde der SCH als Aufsteiger in die Landesklasse-Nord ermittelt, wenn auch der Kreismeistertitel nicht vergeben wurde.

## Erfolge
| NFV Nordsächsischer Kreismeister | (1×): | 2025                   |
| NFV Nordsächsischer Kreispokal   | (4×): | 2008, 2010, 2019, 2025 |

## Ligazugehörigkeit der ersten Mannschaft
| Saison  | Kl. | Liga                       | Platz |
| ------- | --- | -------------------------- | ----- |
| 1952/53 | IV  | Bezirksklasse-Staffel Nord | 5.    |
| 1953/54 | IV  | Bezirksklasse-Staffel B    | 1.    |
| 1954/55 | III | Bezirksliga                | 1.    |
| 1955    | IV  | Bezirksliga                | 10.   |
| 1956    | IV  | Bezirksliga                | 11.   |
| 1957    | IV  | Bezirksliga                | 10.   |
| 1958    | IV  | Bezirksliga                | 9.    |
| 1959    | IV  | Bezirksliga                | 9.    |
| 1960    | IV  | Bezirksliga-Staffel II     | 6.    |
| 1961/62 | IV  | Bezirksliga-Staffel II     | 5.    |
| 1962/63 | IV  | Bezirksliga                | 11.   |
| 1963/64 | IV  | Bezirksklasse-Staffel II   | 2.    |
| 1964/65 | IV  | Bezirksklasse-Staffel II   | 3.    |
| 1965/66 | IV  | Bezirksklasse-Staffel II   | 2.    |
| 1966/67 | III | Bezirksliga                | 16.   |
| 1967/68 | IV  | Bezirksklasse-Staffel II   | 7.    |
| 1968/69 | IV  | Bezirksklasse-Staffel II   | 11.   |
| 1969/70 | IV  | Bezirksklasse-Staffel II   | 5.    |
| 1970/71 | IV  | Bezirksklasse-Staffel II   | 11.   |
| 1971/72 | IV  | Bezirksklasse-Staffel II   | 9.    |
| 1972/73 | IV  | Bezirksklasse-Staffel II   | 9.    |
| 1973/74 | IV  | Bezirksklasse-Staffel II   | 4.    |
| 1974/75 | IV  | Bezirksklasse-Staffel II   | 4.    |
| 1975/76 | IV  | Bezirksklasse-Staffel II   | 2.    |
| 1976/77 | IV  | Bezirksklasse-Staffel II   | 6.    |
| 1977/78 | IV  | Bezirksklasse-Staffel II   | 1.    |
| 1978/79 | III | Bezirksliga                | 14.   |
| 1979/80 | III | Bezirksliga                | 16.   |
| 1980/81 | IV  | Bezirksklasse-Staffel II   | 10.   |
| 1981/82 | IV  | Bezirksklasse-Staffel II   | 7.    |
| 1982/83 | IV  | Bezirksklasse-Staffel II   | 11.   |
| 1983/84 | IV  | Bezirksklasse-Staffel II   | 7.    |
| 1984/85 | IV  | Bezirksklasse-Staffel II   | 10.   |
| 1985/86 | IV  | Bezirksklasse-Staffel II   | 7.    |
| 1986/87 | IV  | Bezirksklasse-Staffel II   | 3.    |
| 1987/88 | IV  | Bezirksklasse-Staffel II   | 2.    |
| 1988/89 | IV  | Bezirksklasse-Staffel II   | 11.   |
| 1989/90 | IV  | Bezirksklasse-Staffel II   | 5.    |

| Saison  | Kl.  | Liga                         | Platz |
| ------- | ---- | ---------------------------- | ----- |
| 1990/91 | VI   | LFV Bezirksklasse-Staffel II | 2.    |
| 1991/92 | VI   | LFV Bezirksklasse-Staffel II | 6.    |
| 1992/93 | VI   | LFV Bezirksklasse-Staffel II | 6.    |
| 1993/94 | VI   | LFV Bezirksklasse-Staffel II | 8.    |
| 1994/95 | VII  | LFV Bezirksklasse-Staffel II | 3.    |
| 1995/96 | VII  | LFV Bezirksklasse-Staffel II | 2.    |
| 1996/97 | VI   | LFV Bezirksliga              | 6.    |
| 1997/98 | VI   | LFV Bezirksliga              | 4.    |
| 1998/99 | VI   | LFV Bezirksliga              | 2.    |
| 1999/00 | VI   | LFV Bezirksliga              | 5.    |
| 2000/01 | VI   | LFV Bezirksliga              | 15.   |
| 2001/02 | VII  | LFV Bezirksklasse-Staffel II | 5.    |
| 2002/03 | VII  | LFV Bezirksklasse-Staffel II | 9.    |
| 2003/04 | VII  | LFV Bezirksklasse-Staffel II | 9.    |
| 2004/05 | VII  | LFV Bezirksklasse-Staffel II | 5.    |
| 2005/06 | VII  | LFV Bezirksklasse-Staffel II | 8.    |
| 2006/07 | VII  | LFV Bezirksklasse-Staffel II | 4.    |
| 2007/08 | VII  | LFV Bezirksklasse-Staffel II | 1.    |
| 2008/09 | VII  | LFV Bezirksliga              | 9.    |
| 2009/10 | VII  | LFV Bezirksliga              | 8.    |
| 2010/11 | VII  | SFV Bezirksliga              | 6.    |
| 2011/12 | VII  | SFV Landesklasse-Nord        | 11.   |
| 2012/13 | VII  | SFV Landesklasse-Nord        | 11.   |
| 2013/14 | VII  | SFV Landesklasse-Nord        | 9.    |
| 2014/15 | VII  | SFV Landesklasse-Nord        | 12.   |
| 2015/16 | VII  | SFV Landesklasse-Nord        | 11.   |
| 2016/17 | VII  | SFV Landesklasse-Nord        | 15.   |
| 2017/18 | VIII | NFV Nordsachsenliga          | 2.    |
| 2018/19 | VIII | NFV Nordsachsenliga          | 5.    |
| 2019/20 | VIII | NFV Nordsachsenliga          | (1.)  |
| 2020/21 | VII  | SFV Landesklasse-Nord        | (5.)  |
| 2021/22 | VII  | SFV Landesklasse-Nord        | (11.) |
| 2022/23 | VII  | SFV Landesklasse-Nord        | 6.    |
| 2023/24 | VII  | SFV Landesklasse-Nord        | 14.   |
| 2024/25 | VIII | NFV Nordsachsenliga          | 1.    |

## Weblink
- Offizielle Vereinswebseite des SC Hartenfels Torgau 04